# Tortúra (film)
A Tortúra (eredeti cím: Misery) 1990-ben bemutatott amerikai thriller Rob Reiner rendezésében. A forgatókönyvet Stephen King azonos című regénye alapján William Goldman írta. A főszerepekben Kathy Bates és James Caan látható. Kathy Bates a filmben nyújtott alakításáért Oscar-díjat és Golden Globe-díjat kapott.

## Cselekmény
Paul Sheldon sikeres író épp megírta a legújabb  könyvét egy hegyvidéki hotelben.
Ezután elindul a városba, hogy bemutassa a kiadójának a könyvet, de erősen havazik és síkos is az út, lecsúszik az útról kocsijával, és eszméletét veszti.
Miközben a kocsijában fekszik, megtudjuk róla, hogy a Misery könyvsorozattal lett sikeres, de már szeretné befejezni ezt a sorozatot, mert már másról is szeretne írni.  A kocsiból kiszabadítja egy arra járó ápolónő.
Mikor Paul magához tér, egy fűtött házban találja magát. Annie Wilkes, aki megmentette, bemutatkozik, és megemlíti Paulnak, hogy nagy rajongója, és minden könyvét olvasta. Paulnak mindkét lába eltört, de Annie szakszerűen ellátta, de a hóvihar miatt nem tudja bevinni a városba.
Paul menedzsere aggódik Paul miatt, mert már napok óta nem jelentkezett, ezért telefonál a helyi seriffnek, Busternek, aki megígéri, hogy utánanéz az ügynek.
Annie elmondja Paulnak, hogy  néha  titokban már korábban is elment Paul házához, csak hogy láthassa egy pillanatra. Paulnak azt mondja, hogy a telefonvonalakat még nem csinálták meg, és megkérdezi Pault, hogy  addig elolvashatja-e a legújabb könyvének a kéziratát. Természetesen Paul megengedi neki. Eközben a seriff érdeklődik Sheldon felől a szállodában, de azt mondják, hogy már kijelentkezett.
Annie a könyv elején tart, amikor félénken megemlíti Paulnak, hogy nem tetszik neki a könyvben az, ahogy beszélnek a szereplők. Paul megkéri, hogy mondja meg bátran, mi nem tetszik benne neki. Annie elkezdi sorolni, majd elkapja a hév, kijön a sodrából, és csak akkor csillapodik le, mikor látja, hogy Pault leöntötte a levessel. Elszégyelli magát, és bocsánatot kér a megzavarodott Paultól.
Másnap Annie bemegy a városba, és megveszi Paul legújabb könyvét, amit boldogan újságol el Sheldonnak. Paulnak azt hazudja, hogy csak a városig járható az út, és már telefonált a kórházba, és értesítette Paul menedzserét. Annie gyakran meglátogatja a szobájában Pault, és áradozik arról, hogy milyen nagyszerű a könyve.
Paul egyre jobban feszélyezve érzi magát, hisz Annie-nek gyakran vannak hangulatváltozásai. Egyik éjszaka Annie, mikor a könyv végére ért, bemegy Paul szobájába, és dühösen az íróra támad, amiért a könyvben megölte Misery-t.  Megemlíti, hogy valójában senki sem tudja, hogy ő itt van, és az élete mostantól csak Annie jóindulatán múlik. Annie feldúlva elmegy kocsival a városba.
Paul érzi, meg kell szöknie, mert Annie pszichopata, és bármikor megölheti, de még nem képes a lábára állni, és leesik az ágyról. Másnap reggel Annie a padlón fekve találja Pault, de kedvesen bánik vele, és visszarakja az ágyra, mintha semmi sem történt volna előző este. Paul reggelit kér, Annie azt mondja, hogy sültet hozz neki, de helyette benzinnel lelocsolja Paul legújabb könyvének kéziratát, és megkéri Pault, hogy égesse el. Paul nem akarja elégetni, mert ez az egyetlen példány van belőle, amit a balesete előtt a kiadójához akart vinni. Annie elkezdi benzinnel finoman lelocsolni Paul ágyát, így célozva rá, hogy jobb ha inkább a könyvet égeti el, mintha ő égne meg. Paul nehéz szívvel, de elégeti a kéziratát.
Eközben Buster seriff keresi Pault, de sehol sem találja. Mikor Annie nem látja, Paul nem veszi be a fájdalomcsillapítóit, és elrakja a matraca alá. Telnek a napok, Annie szerez Paulnak egy íróasztalt, egy tolószéket és egy írógépet, mert szeretné, ha Paul megírná a új regényét, melyben Misery visszatér, és nem halt meg. Paul  a földön talál egy hajtűt, de el kell távolítani Anniet a szobából, hogy észrevétlenül felvehesse, ezért Annienek azt mondja, hogy a papír, amit kapott, piszkol. Annie-n dühroham uralkodik el, mert szerinte ő kiteszi a lelkét Paulért, és a legdrágább papírt veszi neki, de ő semmivel sem elégedett. De elmegy a boltba közönséges papírért.
Míg Annie távol van, Paulnak sikerül kinyitni a kulcsra zárt ajtót a hajtűvel. Kimegy a tolószékben a folyosóra, ahol talál egy telefont, de az nem működik. Paul megtalálja a fájdalomcsillapítót, és elvesz belőle egy pár darabot, de véletlenül lever egy kis pingvinfigurát az asztalról, de sikerül visszatennie. Meghallja, hogy Annie közeledik a kocsival, ezért, bár kapkodva, de sikerül visszatérnie a szobába, mielőtt Annie észrevenné. Mikor Annie bemegy Paulhoz, teljesen leizzadva találja a férfit, aki azt mondja, hogy azért, mert fájdalmai vannak, és szüksége van a fájdalomcsillapítóra.
Ahogy kezd olvadni a hó, a seriff a helikopterből felfedezi Paul kocsiját egy domboldalon. Paul folyamatosan írja a könyve fejezeteit, amit közben Annie olvas, de Annie mindig újraíratja a megírt részeket, mert nem tetszik neki a folytatás. Sokszori átírás után végre először elégedett Annie, most már újra rajong az íróért, és bármit megtenne a kedvéért. Annie úgy dönt, hogy felrak egy Liberace lemezt, és Paul kihasználja az alkalmat, és  kéri, hogy vacsorázzanak együtt, és úgy ünnepeljék meg a könyv sikeres folytatását. Annie szép ünnepi asztalt terít, de Paul szerint jobb lenne, ha gyertyafényes vacsorát csinálnának. Míg Annie elmegy gyertyáért, Paul Annie borába rakja a korábban összegyűjtögetett fájdalomcsillapító port, hogy elkábítsa vele Anniet, és megszökhessen. Mikor már épp koccintanának, Annie olyan ügyetlenül nyúl a pohárért, hogy véletlenül kiborítja  a borát, így Paul nem tudja megvalósítani a tervét.
A seriff megveszi Paul Sheldon könyvét, hogy jobban megismerje az író gondolatvilágát. Paul  tovább írja a könyvet, egymás után írja az új fejezeteket. Mikor Annie nem figyel, az írógépet emelgeti, így edzi magát. Az egyik esős este Annie szomorúan jön be Paulhoz, megmutatja a pisztolyát, és azt mondja, hogy elmegy lőszert venni bele.
Paul, amíg távol van Annie, szétnéz a lakásban, és megtalálja Annie emlékkönyvét. Az emlékkönyvben kivágott újságcikkek vannak a kórházban történt rejtélyes halálesetekről, és azok a cikkek, amikben Annie-t vádolják a gyilkosságokkal. Paul elvesz egy kést a konyhából, és a matraca alá rejti. Éjszaka, amíg alszik, Annie elkábítja Pault, aki, mikor másnap magához tér, az ágyhoz kötözve találja magát. Annie lehordja, amiért megszökött, és bevallja, hogy már régóta tudta, hogy kint járt a szobájából, ugyanis a levert pingvin délfelé állt, de Paul északi irányba rakta vissza. Annie büntetésül eltöri a férfi mindkét bokáját.
Egyik nap Annie a boltba indul, amikor egy másik autóssal leáll veszekedni. Erre figyelmes lesz a seriff, akinek feltűnik Annie beszédstílusa, hisz ugyanúgy beszél, mint Sheldon könyvében Misery. Előveszi a régi újságcikkeket, és gyanússá válik neki Annie. Bemegy a boltba, és megkérdezi az eladótól, hogy miket vásárolt Annie. Mikor megtudja, hogy sok géppapírt vett, úgy dönt, elmegy hozzá. Annie, mikor látja, hogy közeledik a seriff autója, elkábítja Pault, és bezárja a pincébe.
Annie az ártatlan rajongó szerepkörébe bújik, és feltűnően kedves a seriffel. Túlságosan is barátságos, és a seriffnek gyanús lesz. Amíg Annie kimegy a konyhába, Buster seriff szétnéz a lakás többi részében is, de nem talál semmit, ezért úgy dönt, elindul haza, de mikor kilép az ajtón, zajt hall, és visszamegy a lakásba, majd meghallja Paul kiáltását, de mikor ki akarja szabadítani, Annie hátba lövi, majd végezni akar Paullal is, aki meggyőzi, hogy még várja meg, amíg befejezi a könyvet.
Mikor befejezi a könyvet, megkéri Anniet, hogy hozzon neki egy gyufát, egy cigarettát és egy pohár pezsgőt, mert ez nála hagyomány, ha megír egy könyvet. Mikor Annie meghozza a kért dolgokat, Paul leküldi még egy pohárért, hogy Annie is igyon vele. De mikor Annie visszajön a pohárral, Paul a gyufával nem a cigarettát gyújtja meg, hanem a befejezett művét. Annie tébolyodottá válik, és amíg a papírokat próbálja eloltani, Paul leüti, majd dulakodni kezdenek, és Paul lövést kap, majd, hogy életét mentse, megöli a nőt.
Másfél évvel később Paul megírta a történetét, és ez a könyve nagyon sok pozitív kritikát kap, és több díjra is jelölik. Paul elárulja a menedzserének, hogy valahol hálás Annie Wilkesnek, mert nélküle nem írhatta volna  meg ezt a könyvet.

## Szereplők
| Szerep                | Színész            | 1. szinkron (eredeti, DVD és Blu Ray) | 2. szinkron (Viasat 3) |
| --------------------- | ------------------ | ------------------------------------- | ---------------------- |
| Paul Sheldon          | James Caan         | Tordy Géza                            | Ujréti László          |
| Annie Wilkes          | Kathy Bates        | Molnár Piroska                        | Kocsis Mariann         |
| Virginia              | Frances Sternhagen | Feleki Sári                           |                        |
| Buster seriff         | Richard Farnsworth | Benkő Gyula                           |                        |
| Marcia Sindell        | Lauren Bacall      | Faragó Vera                           |                        |
| Libby                 | Graham Jarvis      | Izsóf Vilmos                          |                        |
| Pete                  | Jerry Potter       | Huszár László                         |                        |
| Sherman Douglas járőr | J. T. Walsh        | Sinkovits-Vitay András                |                        |
| Pincérnő              | Wendy Bowers       | Némedi Mari                           |                        |

## Érdekességek
- A regényben Annie Wilkes levágja Paul Sheldon lábát bokától lefelé, míg a filmben vaskalapáccsal eltöri az író bokáját.
- A filmben Annie Novril nevű fájdalomcsillapítót ad Paulnak, de ilyen gyógyszer nem létezik, ez csak egy kitalált gyógyszer.[2]
- A filmet az indiaiak is feldolgozták, és Julie Ganapathi címmel került a mozikba.[3]

## Filmzene
- "Shotgun" (Előadja: Jr. Walker és The All Stars Írta: Junior Walker)
- "Tchaikovsky Piano Concerto #1" (Előadja: Liberace Írta: Liberace)
- "Moonlight Sonata" (Előadja: Liberace Írta: Liberace)
- "I'll Be Seeing You" (Előadja: Liberace Írta: Irving Kahal és Sammy Fain)
- "Love Connection" (Írta: Larry Grossman)

## Díjak és jelölések
Oscar-díj (1991)
- díj: Oscar-díj a legjobb női főszereplőnek – Kathy Bates

Golden Globe-díj (1991)
- díj: Golden Globe-díj a legjobb női főszereplőnek – filmdráma – Kathy Bates

CFCA Award (1991)
- díj: Legjobb színésznő – Kathy Bates

Szaturnusz-díj (1992)
- jelölés: Legjobb színész – James Caan
- jelölés: Legjobb színésznő – Kathy Bates
- jelölés: Legjobb író – William Goldman
- jelölés: Legjobb horrorfilm
- jelölés: Legjobb női mellékszereplő – Frances Sternhagen